# Zaydisme

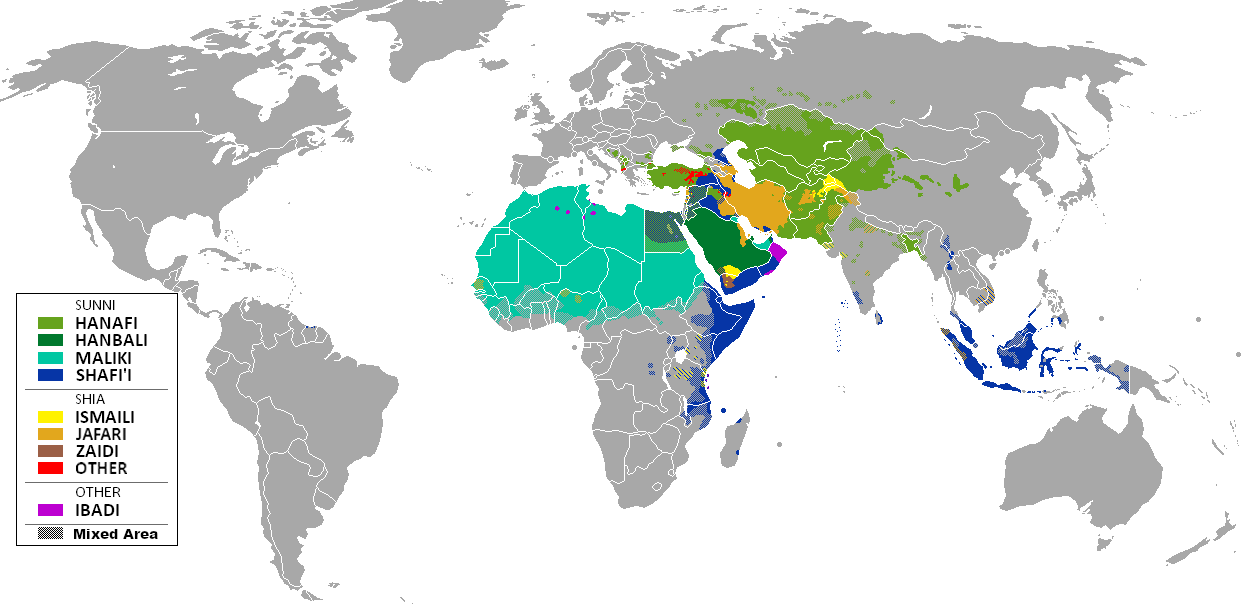
Carte du monde musulman. À l'heure actuelle, le zaydisme est majoritaire au nord du Yémen et au sud-ouest de l'Arabie.

 (avril 2010).
Si vous disposez d'ouvrages ou d'articles de référence ou si vous connaissez des sites web de qualité traitant du thème abordé ici, merci de compléter l'article en donnant les références utiles à sa vérifiabilité et en les liant à la section « Notes et références ».
Le zaydisme, zaïdisme ou zaidiyyah (de l'arabe الزيدية, az-zaydiyyah), essentiellement présente au Yémen, partiellement au Maghreb et en Asie du Sud est l'un des trois grands courants chiites avec le chiisme duodécimain et l'ismaélisme (ou chiisme septimain). Elle se veut de l'école de pensée des Ahl al-bayt par excellence et se réclame de la conception du chiisme enseignée par l'imam Zayd ibn Ali, petit-fils de Hussein et fils d'Ali ibn Hussein, leur quatrième imam. Les partisans du fiqh zaydite sont appelés zaydites et constituent près de la moitié de la population musulmane du Yémen du Nord,, où ils ont fondé un premier État dans les années 890. Tout comme les mutazilites, les zaydites croient que le châtiment de l'Enfer est éternel, tant pour les musulmans que pour les non-musulmans, à l'opposé de la croyance répandue chez les sunnites que le châtiment de l'Enfer n'est éternel que pour les non-musulmans.

## Histoire

### Les origines du zaydisme

#### Sous les Omeyyades
Le chiisme zaydite trouve son origine en Zayd ibn Ali, descendant de Mahomet par Fatima, arrière-petit-fils d'Ali et petit-fils de Hussein dont la jurisprudence est proche de celles des écoles sunnites. Vers 740 (122 AH), il tente de renverser le Califat omeyyade de Damas en lançant une insurrection depuis Koufa, créant ainsi un précédent pour la révolution contre les dirigeants corrompus. On peut dire que les zaydites ont du mal à rester passifs dans un monde injuste ou selon les mots du chef religieux zaydite contemporain, Hussein Badreddine al-Houthi, à « rester assis dans leur maison ».
Vers 740 (122 AH), Youssef ben Omar (en), gouverneur omeyyade d'Irak, voyant que les chiites commençaient à s'agiter à Koufa, demanda à Zayd ibn Ali de quitter la ville. Zayd finit par s'en aller à Médine. Comme pour Hussein, ses partisans le convainquirent que sa place était à Koufa où il revint. De Koufa, Zayd envoyait des lettres appelant la population de toutes les provinces à se rallier à lui contre les Omeyyades corrompus. Zayd s'aliéna les chiites les plus extrêmes (ou râfidhites) en ne voulant pas récuser les califes Abou Bakr et Omar, que ses descendants finirent par considérer comme légitimes. Néanmoins Zayd crut avoir rassemblé des forces suffisantes pour se lancer au combat. Ne disposant en réalité que d'une dizaine de fidèles, il se bat héroïquement avec ces derniers contre les troupes omeyyades beaucoup plus nombreuses mais finit par être touché par une flèche à la tête. L'enlèvement de la flèche provoque son décès. Youssef ben Omar fit exhumer le cadavre de Zayd, le fit décapiter puis mettre en croix dans les rues de Koufa, les chefs de la conspiration furent mis à mort et brûlés. Après l’échec et la mort de Zayd, son fils Yahya ben Zayd prit sa succession. Avant de mourir le calife Hîcham a fait emprisonner Yahyâ à Merv.
Le nouveau calife Al-Walid II remit Yahya ben Zayd en liberté, à condition qu'il comparaisse devant le tribunal de Damas dans les meilleurs délais. Ce dernier quitta alors Merv pour Nishapur. Quand il arriva à Nishapur, le gouverneur Nasr (en), le croyant en fuite, voulut le faire arrêter. Une bataille s'ensuivit à l'avantage des partisans de Yahya. Il crut prudent de ne pas continuer sa route vers l'Irak et revint vers le Khorassan à Gorgan où lui et son frère furent tués. Sa tête fut envoyée au calife tandis que le reste du cadavre fut crucifié pour être exposé devant les portes de la capitale provinciale, Anbar. Ils restèrent ainsi jusqu'à l'insurrection d'Abû Muslim (743). Ce dernier les fit ensevelir. Al-Walîd de son côté envoya l'ordre de les brûler en les enduisant de pétrole. Le gouverneur d'Irak exhuma les cadavres et exécuta cet ordre.
La mort de Yahyâ provoqua une émeute à Damas au cours de laquelle Al-Walîd fut tué, le 17 avril 744.

#### Sous les Abbassides
En 750, Abû al-‘Abbâs as-Saffâh renverse le dernier calife omeyyade et installe la dynastie abbasside.
Il déçoit ses soutiens chiites qui espèrent que leur imam devienne calife. Son successeur Al-Mansûr mène une politique anti-chiites.

## Doctrine

### Croyances
La théologie zaydite est basée sur cinq règles qui sont :
- Le monothéisme pur (tawhid) ;
- La justice divine ;
- La promesse du paradis et la menace du châtiment ;
- Commander le convenable et interdire le blâmable ;
- L'imamat issu de la descendance du Prophète[9].

#### Le libre arbitre et l'Enfer éternel
La théologie zaydite traditionnelle enseigne que l'Enfer est éternel pour les musulmans auteurs de péchés graves, tout comme pour les non-musulmans. Ceci est en opposition à la doctrine acharite qui enseigne que la foi dans l'unicité d'Allah et dans la prophétie de Mahomet est suffisante pour offrir le salut aux croyants, c'est-à-dire pour les sortir de l'Enfer après un certain temps de punition.
Corollaire de la position zaydite sur le châtiment est l'idée que l'être humain est entièrement responsable de ses actes : un libre arbitre complet fait que chacun crée ses propres actes hors de l'intervention d'Allah. Cette position est également à l'opposé de la vision sunnite traditionnelle, qui attribue les actions humaines à Allah. Il faut noter toutefois que cette opinion, qui relève de la pensée zaydite classique, est absente voire contredite par les premiers penseurs zaydites, notamment Abu Khalid al-Wasiti et Sulayman ibn Jarir, et cette croyance en le libre arbitre absolu de l'homme date de la fin du IXe siècle.
Le raisonnement derrière la croyance en le libre arbitre est qu'Allah, étant sage et juste est dénué de mal et d'injustice. Ainsi, il ne peut pas vouloir des hommes qu'ils Lui désobéissent. Allah ne peut donc raisonnablement pas décider des actes des hommes pour les punir par la suite : les hommes sont donc les agents du bien et du mal qu'ils font, de leur foi et de leur mécréance. En conséquence, puisque les hommes sont les seuls responsables de leurs actes, ils sont rétribués selon ces actes, et la punition qui correspond au péché grave non suivi de repentance est l'Enfer éternel. Le musulman qui pèche d'un péché grave n'est pas croyant au sens où l'entendent mutazilites et zaydites, puisque la croyance, imān, implique une série de bonnes actions et l'absence de péché grave.

#### L'unicité de Allâh et de Ses Attributs
Les zaydites rejettent tout anthropomorphisme. L'imâm Yahyâ al-Hâdî a dit :  
Poursuivant cette croyance, ils réfutent la vision oculaire d'Allâh par les croyants au Paradis, chose à laquelle croient les sunnites. Yahyâ al-Hâdî a dit : 
Ceci n'empêche cependant pas une vision du cœur, c'est-à-dire le profond ressenti de la Présence Divine. Les mu'tazilites, les ibadites et les autres courants chiites pensent également cela.

#### Le Coran
Le zaydisme considère le Coran comme la source principale de toute science, étant créé et préservé de toute altération. Opposés à l'idée sunnite d'un Coran incréé, ils rejettent également la croyance des sunnites en l'abrogation totale du sens de certains versets, ainsi que celle d'une partie des chiites duodécimains qui prétendent que le Coran actuel est altéré et qu'un exemplaire plus volumineux aurait existé auparavant. Cette dernière prétention est considérée comme une mécréance faisant sortir son détenteur de la foi islamique.
L'imam Yahyâ al-Hâdî a dit : 
Et l'imam Al-Qâsim ibn Ibrâhîm Ar-Rassî a dit : 

#### L'Imamat
Les zaydites affirment la prééminence de 'Alî ibn Abî Tâlib sur tous les Compagnons et sur le fait qu'il fut ainsi désigné par le Prophète de l'Islam comme Calife afin de lui succéder, ainsi qu'après lui ses fils Al-Hasan, puis Al-Husayn. Ils affirment aussi qu'après eux, n'importe quel homme issu de leur descendance revêtant les qualités obligatoires d'un Imâm, qui se proclamait publiquement et combattait les oppresseurs, pouvait alors être un Imam, ce qui distingue le zaydisme du chiisme duodécimain et de l'ismaélisme qui affirment la désignation divine de leurs imams respectifs.
À l'origine, les zaydites contestent le choix du cinquième imam face aux ismaéliens et aux duodécimains qui lui préfèrent son frère Muhammad al-Baqir. Ils rejettent la notion d'imam caché des duodécimains et ne rejettent pas les trois premiers califes. Les zaydites considèrent que n’importe qui peut devenir imam du moment qu'il descende d'Ali et Fatima et qu’il en ait la capacité. Il peut donc, au nom de cette capacité, être remis en cause si elle lui fait défaut. Les qualités que l'imam devrait avoir, d'après les zaydites, sont les suivantes : le fait d'appeler (daʕwa) les musulmans à la victoire contre les influents, c'est-à-dire qu'il doit être capable de faire se soulever une masse critique de militants, et il doit également prêter serment (bayʕa) et diriger une rébellion armée (khurūj). De manière secondaire, d'autres qualités sont aussi évoquées chez certains auteurs zaydites : l'éloquence et la grande connaissance, la bravoure au combat, la générosité, la piété, la recherche de la justice. De fait, les zaydites sont une tendance chiite assez éloignée des autres branches, ces dernières insistant la plupart du temps sur la désignation divine de l'imam et son infaillibilité. Globalement, la théologie zaydite a de nombreuses accointances avec celles des ibadites et des mu'tazilites. Sous l'influence de ces derniers (Zayd fut élève de Wasil Ibn Ata), ils font une place à la raison à côté de la tradition.
Par la suite, les zaydites ont adopté la croyance en l'imam caché et rejeté les trois premiers califes. Par ailleurs, ils se sont divisés en huit courants différents, plus ou moins proches alternativement des sunnites ou des autres chiites.
Le Sayyid Muhammad ibn Al-Hasan ibn Al-Qâsim a dit : 
Les zaydites considèrent que le verset 55 de la sourate 5,
se réfère spécifiquement à Ali, qui aurait, en position d'inclinaison pendant la prière, donné une bague en or à un pauvre qui mendiait dans la mosquée. Cette interprétation du verset est partagée par les duodécimains.

Les conditions pour prétendre à l'imamat sont :
- Fils descendants d’al-Hassan ou d’al-Husayn ;
- Être pieux ;
- Être savant ;
- Être courageux ;
- Être réformateur ;
- S'annoncer comme imam auprès de la population ;
- Se révolter contre le pouvoir et combattre les injustes ;
- Être ascète ;
- Être généreux ;
- Être juste ;
- Avoir atteint le niveau de mudjtahid dont les opinions qui sont reconnues comme les plus justes.

### Jurisprudence
En matière de droit, le zaydisme est un madhhab semblable au fiqh des sunnites, plus précisément du hanafisme, ces deux écoles se réclamant essentiellement des avis juridiques de Alî ibn Abî Tâlib et de ses compagnons installés à Koufa. Certains présentent même le zaydisme comme une cinquième école du sunnisme (avec le malékisme, le hanbalisme, le shafi'isme et le hanafisme).. Par exemple, les sunnites Al-Hasan Al-Saqqâf et 'Adnân Ibrâhîm affirment que cette école contient des chaînes de transmission et des livres authentiques.
Les imams Zayd ibn 'Alî, son petit-fils Ahmad Ibn 'Îsâ Ibn Zayd et son arrière petit-fils Al-Hasan ibn Yahyâ ibn Al-Husayn ibn Zayd, Muhammad al-Bâqir et son fils Ja'far as-Sâdiq, 'Abdu Llâh ibn Mûsâ ibn' Abdi Llâh al-Kâmil, 'Alî ar-Ridâ, Al-Qâsim ibn Ibrâhîm ar-Rassî et son petit-fils Yahyâ al-Hâdî, ainsi qu'Al-Hasan an-Nâsir al-Utrûsh ou encore Muhammad ibn Mansûr al-Murâdî sont comptés parmi les grands juristes du zaydisme des premières générations qui laissèrent un solide et riche héritage scientifique.
Sur la question controversée de la « fermeture des portes de l'ijtihad », les zaydites considèrent que l'ijtihad, qui consiste dans l'effort pour inférer de nouvelles règles pour les cas inédits, est nécessaire à l'intérieur des maḏâhib existants, bien qu'il ne soit pas permis de fonder de nouvelles écoles juridiques.

### Opposition au soufisme
Les imams du royaume du Yémen ont été opposés aux cultes des walis et au soufisme. Dans les années 90, des Zaydites se rendaient dans des réunions soufies au Yémen, lesquelles se tenaient toujours chez des membres de la communauté soufie et pas dans les mosquées, et perturbaient les réunions en posant de nombreuses questions sur les rites pratiqués.

### Les États zaydites
Plusieurs dynasties zaydites indépendantes du pouvoir califal central émergèrent en divers lieux, à diverses époques :

#### Zaydites du Maroc
Moulay Idriss al-Akbar, fuyant les Abbassides, se réfugie en 789 au Maroc, où il fonde la dynastie idrisside qui perdurera jusqu'en 985.

#### Zaydites du Tabaristan
Une dynastie zaydite régna de 864 à 928 sur les bords de la rive sud de la Mer Caspienne, au Tabarestan (actuel Iran). Elle fut inaugurée par l'Imâm Al Hasan Ibn Zayd Ibn Muhammad Ibn Ismâ'îl Ibn Al Hasan Ibn Zayd Ibn Al Hasan Ibn 'Alî Ibn Abî Tâlib. Elle prit fin lorsque cette dernière sera défaite par les Samanides qui intégrèrent le territoire dans leur empire en 928.

#### Zaydites d'Arabie
La tribu des Banu al-Ukhaïdhir règne dans la région d'Al-Yamâma (actuelles provinces de Riyadh et de Najran en Arabie saoudite). Elle contrôle la région de 867 jusqu'à la fin du XIe siècle et pratique le zaydisme.

#### Zaydites d'Algérie
Sulayman Ibn Abd Allah al-Kamil est le fondateur du zaydisme en Algérie, fondateur de la dynastie des Sulaymanides en 814 qui perdure jusqu'à l'an 922.

#### Zaydites du Yémen
Le fondateur du zaydisme au Yémen, Al-Hâdi Yahya Ibn al-Hussein, petit-fils d'al-Qâsim ar-Rassî, fut invité à arbitrer les conflits tribaux au Nord-Yémen, où il convertit les tribus des montagnes. Il s'installa en 898 de l'ère chrétienne à Sa'dah, une grande ville du Nord (actuel gouvernorat de Sa'dah), et y régna jusqu'en 911.
Il fonda ainsi le régime politico-religieux dit « imamat zaydite », qui perdura jusqu'à la révolution républicaine de 1962 et qui essaye de se réimplanter depuis 2004 via l'insurrection houthiste.

#### Zaydites d'Espagne
Une dynastie fondée par l'imam idrisside Ali ben Hammud al-Nasir, s'implanta en Al-Andalus à l'Époque des taïfas, de 1016 à 1058.

### Ouvrages de référence
L'une des particularités du zaydisme est d'être une école de pensée dont les ouvrages de référence sont très majoritairement écrits directement par les imams détenteurs du pouvoir politique et religieux, ce qui donne un certain crédit à la littérature zaydite auprès des non-chiites, contrairement aux autres courants chiites dont les livres sont écrits par des théologiens partisans des imams dont ils se réclament, rapportant et commentant leurs propos.[réf. nécessaire]

#### Exégèse coranique
- Tafsîr Gharîb Il Qur’ân, de l'Imâm Zayd Ibn 'Alî.
- Tafsîr Al Hîbarî, du Shaykh Husayn Al Hîbarî.
- Masâbih Us Sâtiyyah Il Anwâr, de l'Imâm Abdu Llâh Ibn Ahmed Ash Sharafî.
- Taysîr Ut Tafsîr, de l'Imâm Badr Ud Dîn Al Hûthî.

#### Hadîth
- Al Majmû' de l'Imâm Zayd Ibn 'Alî.
- Al Amâlî du Sayyid Ahmad Ibn 'Îsâ Ibn Zayd.
- Sahîfat Ur Radawiyyah de l'Imam 'Alî Ar Ridâ.
- Al Amâlî Abî Tâlib de l'Imâm Abû Tâlib Yahyâ An Nâtiq.
- Musnad Shams Al Akhbâr du Shaykh 'Alî Ibn Hamîd Al Qurashî.

#### Crédo
- Al-Basât de l'Imâm An-Nâsir Al-Hasan ibn 'Alî Al-Utrûsh.
- Sabîl ur-Rashad du Sayyid Muhammad ibn Al-Hasan ibn Al-Qâsim.
- Ash-Shâmi fî Usûl Id-Dîn de l'Imâm Yahyâ ibn Hamzah Al-Mu’ayyad.
- Ar-Raddu 'ala-r-Râfidah de l'Imâm Al-Qâsim ibn Ibrâhîm Ar-Rassî.
- Al-'Iqd uth-Thamîn de l'Imâm 'Abdu Llâh ibn Hamzah Al-Mansûr.

#### Jurisprudence
- Al Ahkâm Fi-l-Halâl wa-l-Harâm de l'Imâm Yahyâ Al Hâdi et son commentaire réalisé par l'Imâm Ahmad Ibn Sulaymân Al Mutawakkil.
- Al Muntakhâb de l'Imâm Yahyâ Al Hâdi.
- Mukhtasar Ul Mufîd du Qâdî Ahmad Al Qurashî.
- Tajrîd Madh-hab Il Imâmayn de l'Imâm Ahmad Ibn Al Husayn Ibn Hârûn Al Mu’ayyad.
- At Tahrîr de l'Imâm Abû Tâlib Yahyâ An Nâtiq.

## Le zaydisme aujourd'hui

### Au Yémen
Les zaydites sont principalement implantés au Yémen où c'est le courant zaydite de Yahyâ al-Hâdî, celui qui a fortement marqué la théologie mu'tazilite, qui fait office de zaydisme officiel de nos jours (les autres courants ayant à chaque fois disparu peu de temps après que les dynasties qui les représentaient soient tombées). Ceci vaut ainsi régulièrement aux zaydites d'être surnommés « hadawites » (suiveurs de al-Hâdî), plutôt que « zaydites » (suiveurs de Zayd ibn 'Alî). Les zaydites du Yémen constituent environ la moitié de la population locale. Ils y sont concentrés dans le nord-ouest montagneux. Le zaydisme y fonctionne non seulement comme une appartenance religieuse, mais aussi, dans les faits, comme un lien social communautaire pour les montagnards, qui ont toujours été réticents à subir la loi des sunnites des plaines, d'autant plus que le zaydisme prône un grand rigorisme moral en matière de gouvernance, ce qui explique en partie l'insurrection houthiste au Yémen qui dure depuis 2004.

### Au Maghreb
Parallèlement, un zaydisme plus marqué par le sunnisme et orienté vers le soufisme s'est développé au Maghreb sous l'appellation de « zaydisme idrisside » (en référence à Moulay Idrîs), ou à « zaydisme almohade » en référence à la doctrine almohade élaborée par Ibn Toumert qui a fortement été influencé par le zaydisme.
Ce courant est également présent en tant que minorité en Arabie saoudite, en Iran, au Pakistan et en Inde.